# Mercedes (Paraná)
Mercedes es un municipio brasileño del estado de Paraná. Su población estimada en 2010 era de 4.608 habitantes. Se encuentra a una altitud de 415 metros.